# Vejove

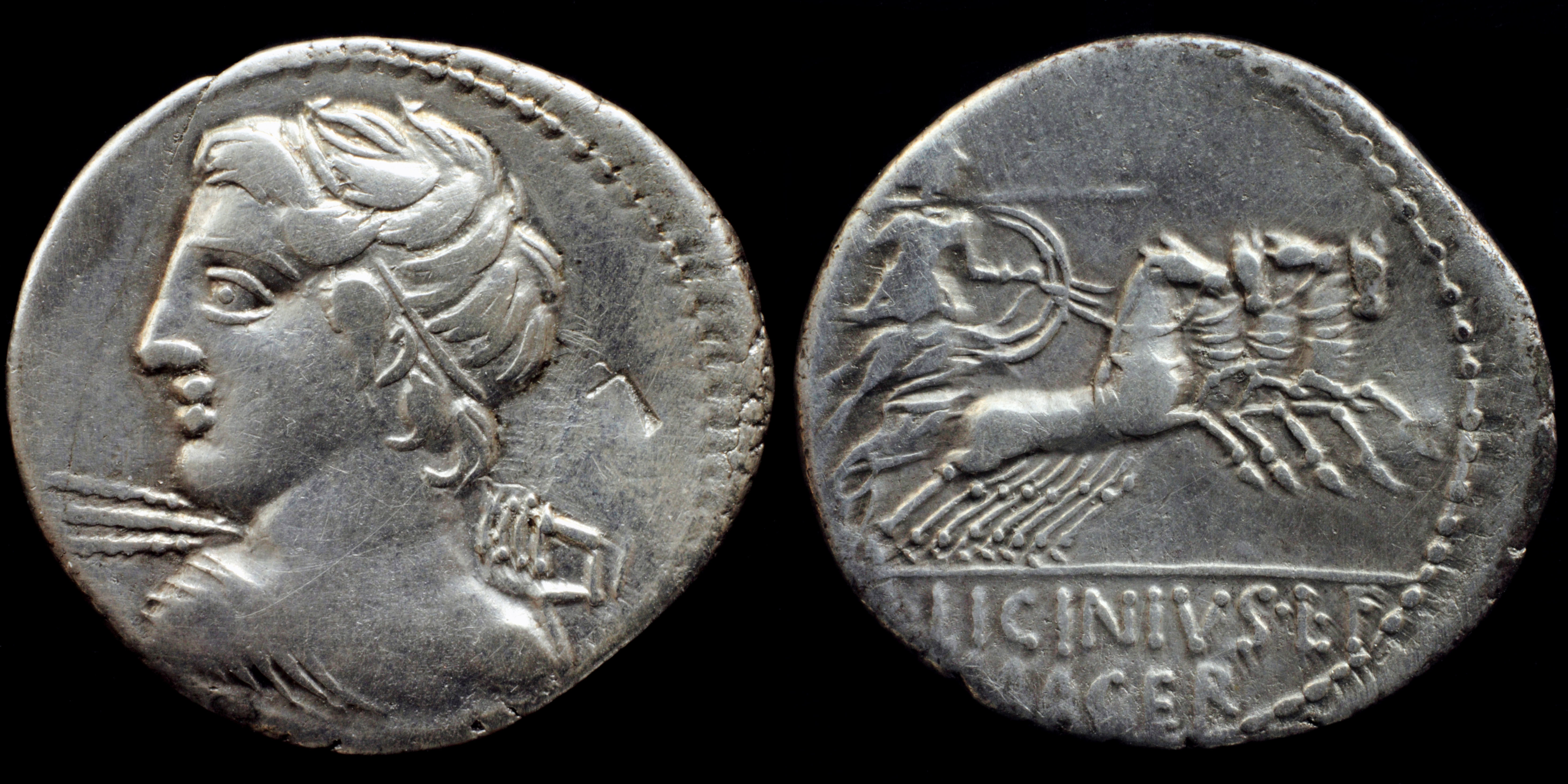
Denario republicano acuñado en Roma en el año 84 a. C. por Cayo Licinio Macro. Anverso: busto diademado de Véjove (izquierda, visto desde atrás, lanzando un rayo). Reverso: Minerva en cuadriga (derecha, con jabalina y escudo)

Vejove, ocasionalmente transcrito también Véjove, Veiovis, Vediovis, Vediove o Véyovis (en latín: Vēiovis o Vēdiovis; raramente: Vēive o Vēdius) era el nombre de un dios romano de origen etrusco (etrusco: 𐌔𐌉𐌕𐌄𐌅, Vetis, o 𐌔𐌉𐌅𐌉𐌄𐌅, Veivis).

## Descripción y características
Véjove era representado como un hombre joven, con un manojo de flechas (o de relámpagos) en una de sus manos, ocasionalmente también portando un pilum; era acompañado por una cabra.  
Se lo consideraba uno de los dioses más antiguos y a menudo era identificado con  Júpiter o con Apolo; en cuanto dios sanador era también asociado con Esculapio. 
Aulo Gelio en su libro Noctes Atticae, ca. 177 d. C., compara a Véjove con Summano y dice que es una contraparte infausta de Júpiter, ya que la partícula latina: ve- es un prefijo que indica lo contrario (como ejemplo cita la palabra: vesanus, «insano»- Véjove es, entonces, el anti Jove.
Véjove era adorado en la ciudad de Roma, donde poseía sendos templos en la colina Capitolina y en la isla Tiberina. También se le rendía culto en Bovillae.